# Fender Jaguar Bass

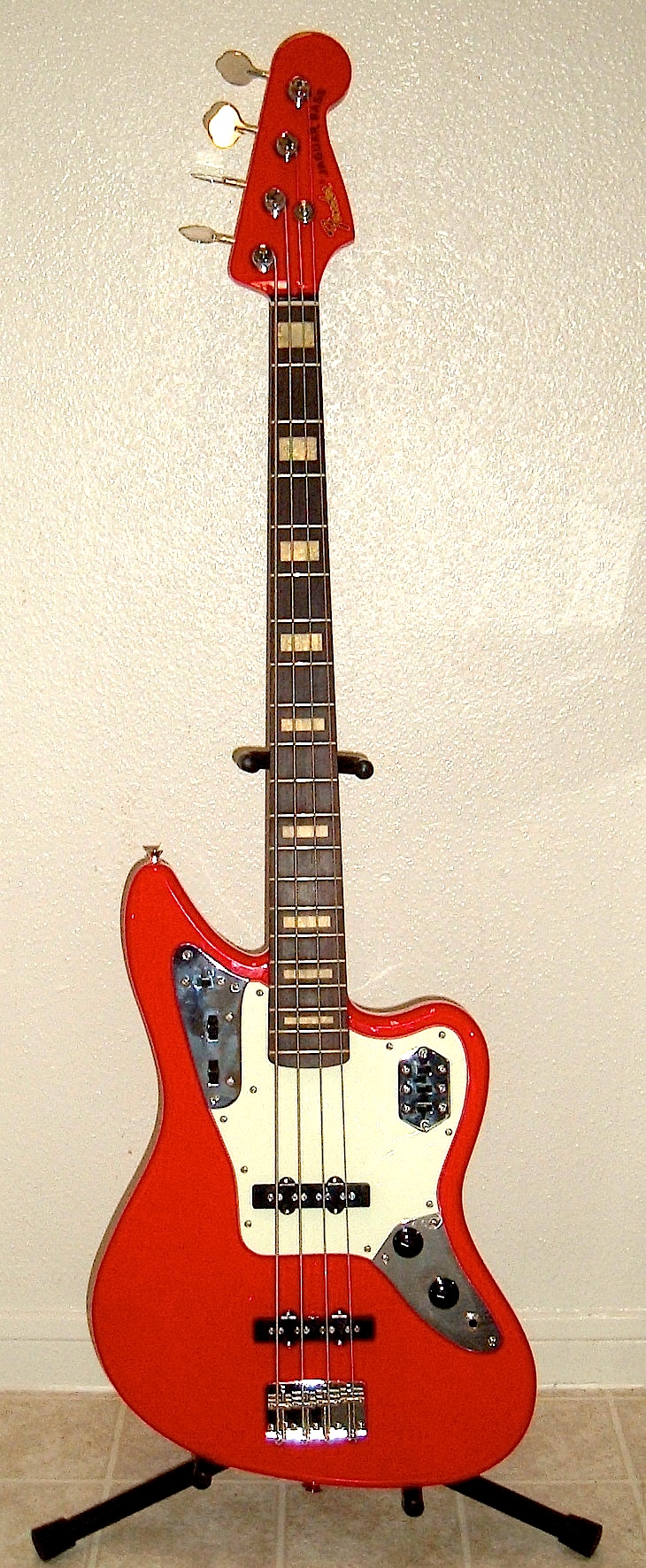
Fender Jaguar Bass

Der Fender Jaguar Bass ist ein E-Bass-Modell des US-amerikanischen Musikinstrumentenherstellers Fender. Der Jaguar Bass kombiniert Eigenschaften des 1960 vorgestellten Fender Jazz Bass mit der Korpus-Form und einer elektrischen Schaltung ähnlich der des 1962 eingeführten E-Gitarren-Modells Fender Jaguar. Der Korpus des Fender Jaguar Bass besteht aus Erlenholz, der daran angeschraubte Hals aus Ahornholz mit einem aufgeleimten Griffbrett aus Palisander. Der Jaguar Bass ist in verschiedenen Varianten erhältlich – mit den Modellbezeichnungen Modern Player, Vintage Modified und Pawn Shop – und wird in Japan gefertigt.
Das Spitzenmodell (siehe nebenstehendes Foto) gehört zur Fender-Deluxe-Serie (Firmenbezeichnung). Es verfügt im Vergleich zu Instrumenten der anderen Varianten des Modells über eine hochwertigere Ausstattung. Dazu gehört unter anderem eine aktive Klangregelung. Bei den beiden elektromagnetischen Tonabnehmern des Deluxe-Modells handelt es sich um Einzelspuler (englisch: Single Coil) des Typs Vintage Jazz Bass mit passiver Elektrik, die dank der abschaltbaren aktiven Klangregelung auch rein passiv gespielt werden können. Außerdem verfügt das Deluxe-Modell über die Möglichkeit, die Verschaltung der beiden Tonabnehmer von parallel auf seriell zu ändern, um zusätzliche Klangfarben zu erschließen.
Die sogenannte American Standard-Version hat anstatt des mittig sitzenden Single Coils einen Split Coil Tonabnehmer eingebaut, wie er auch im Precision Bass zu finden ist, während das in Mexiko gefertigte Standard-Modell auf die erweiterte Schaltung verzichtet und ansonsten im Großen und Ganzen mit seinem amerikanischen Bruder identisch ist. 
Diese beiden Instrumente sind damit im Grunde ein Hybrid aus Jazz und Precision Bass, konnten jedoch nie richtig an den riesigen Erfolg dieser Bässe anknüpfen, auch wenn einige namhafte Musiker Jaguar-Bässe spielen, wie beispielsweise Troy Sanders von Mastodon, der dieses Modell als Grundlage seines Signature-Instrumentes wählte.